# Mycena silvae-nigrae

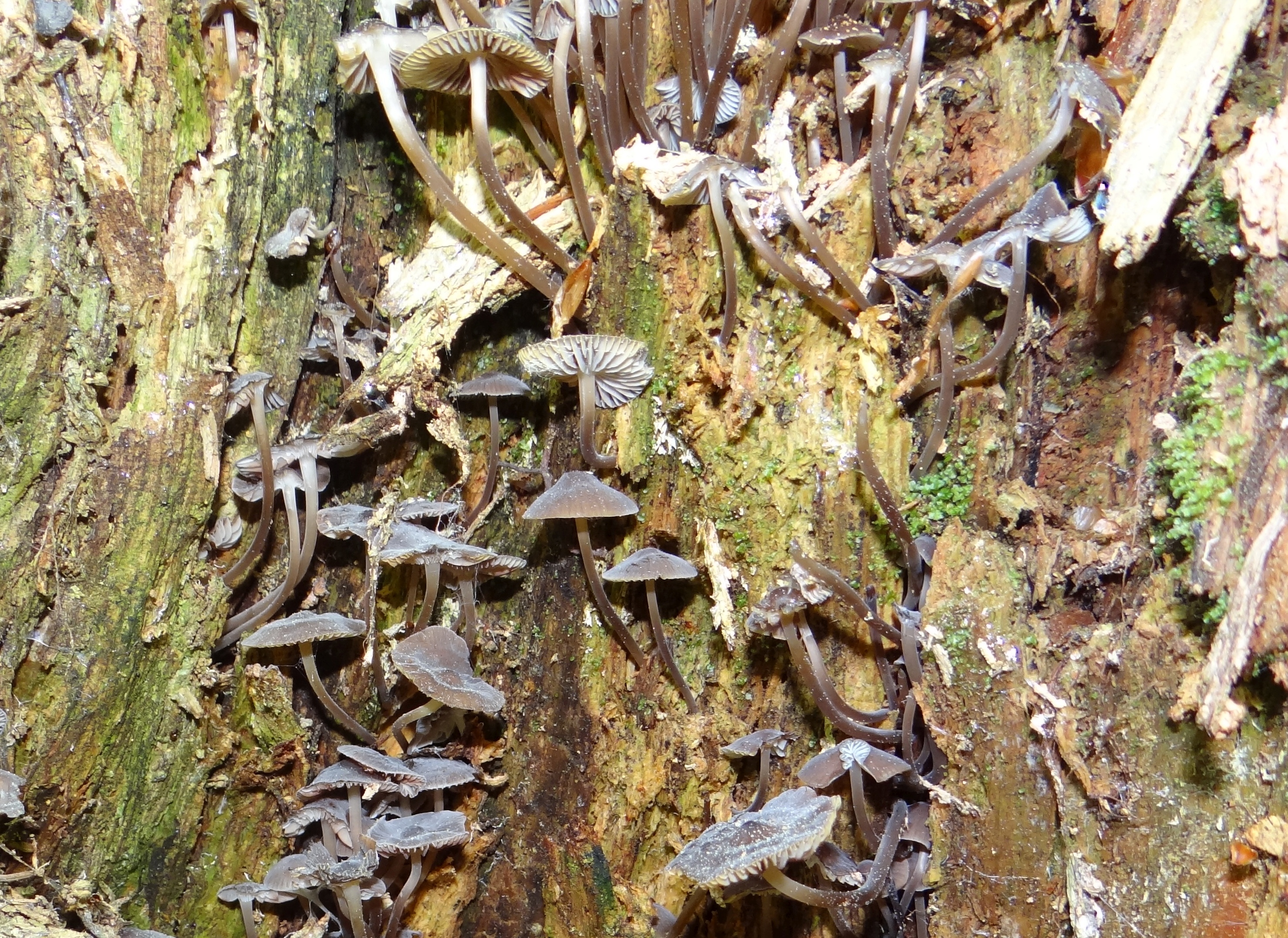

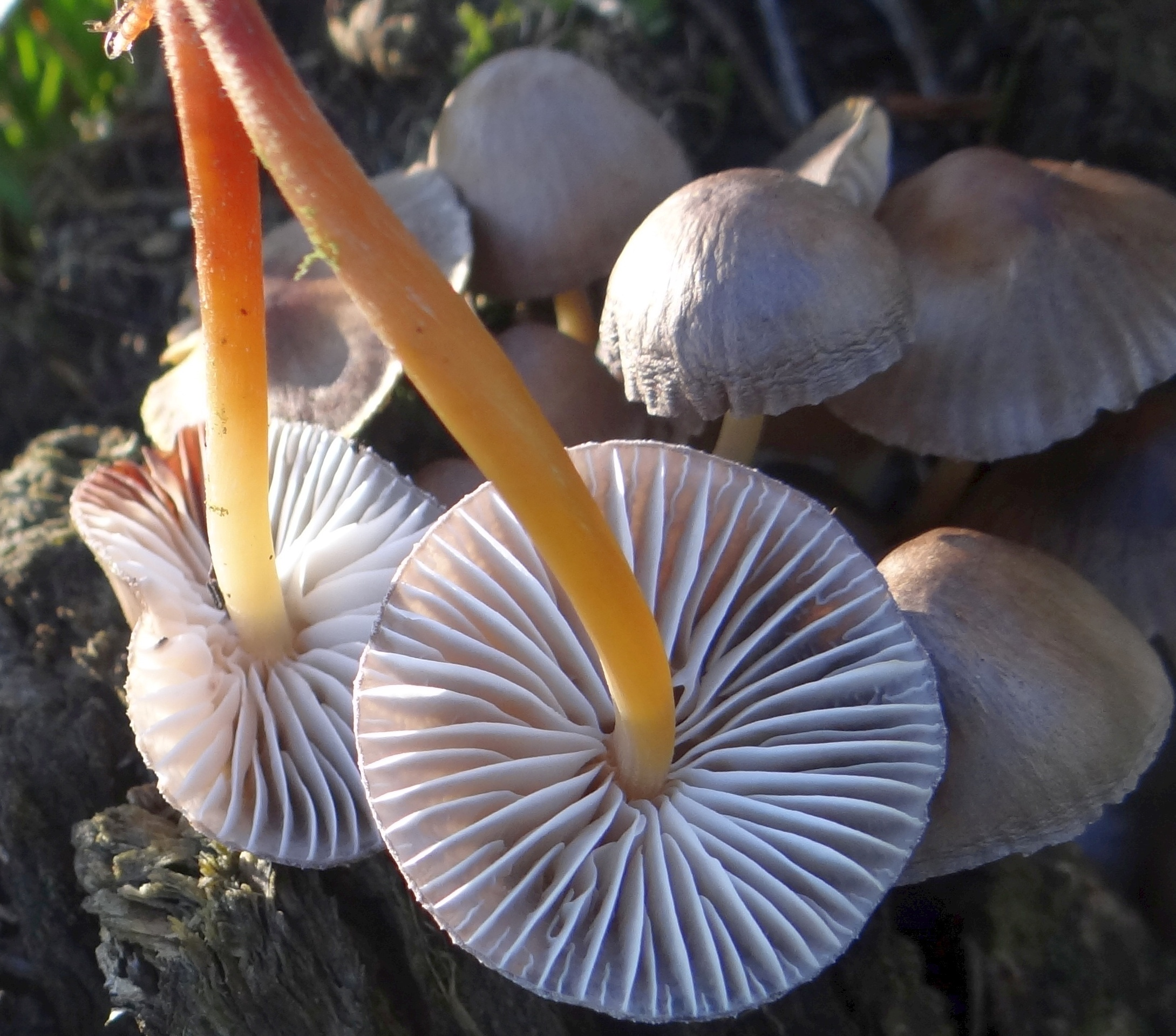

Mycena silvae-nigrae Maas Geest. & Schwöbel – gatunek grzybów z rodziny grzybówkowatych (Mycenaceae).

## Systematyka i nazewnictwo
Pozycja w klasyfikacji według Index Fungorum: Mycena, Mycenaceae, Agaricales, Agaricomycetidae, Agaricomycetes, Agaricomycotina, Basidiomycota, Fungi.
Po raz pierwszy takson ten opisali w 1987 r. Rudolph Arnold Maas Geesteranus i H. Schwöbel na spróchniałym drewnie świerka w Niemczech. Synonim: Mycena stipata var. silvae-nigrae (Maas Geest. & Schwöbel) Gminder & Krieglst. 2001.

## Morfologia
Kapelusz
Średnica 10–45 mm, początkowo ostrostożkowaty do szerokostożkowatego, potem przechodzący w płasko-wypukły, na koniec płaski, często z garbkiem, bruzdowaty, półprzezroczyscie prążkowany, często wyraźnie biało-oprószony. Powierzchnia w stanie wilgotnym lśniąca, nie śliska, u młodych okazów prawie czarno-brązowa, potem ciemnobrązowo sepiowa, z wiekim jaśniejsza. Brzeg jaśniejszy.
Blaszki
W liczbie 15-30 dochodzących do trzonu, wąsko przyrośnięte, białawe do szarych.
Trzon
Wysokość 30–140 mm, grubość 2–3 mm, cylindryczny, równy. Powierzchnia oprószona, błyszcząca z wyjątkiem wierzchołka, u bardzo młodych osobników wierzchołek ciemnostalowoniebieski, stopniowo blaknący, przechodzący w całkowicie ciemnobrązowy, podstawa pokryta grubymi, białawymi włóknami, często głęboko zakorzenionymi w spróchniałym drewnie.
Miąższ
Cienki, o zapachu wyraźnie amoniakalnym.
Cechy mikroskopowe
Podstawki 28–41 × 7–11,5 um, smukłe, maczugowate, 2-zarodnikowe. Zarodniki 9–15 × 7–10 um, Qav =1,5, w kształcie szerokiego czopka, amyloidalne. Cheilocystydy 2073 × 7–19 µm, tworzące na brzegu blaszek sterylne pasy, maczugowate, butelkowate, wrzecionowate lub o nieregularnym kształcie z kilkoma grubymi naroslami. Pleurocystyd rzadkie, wrzecionowate. Trama blaszek dekstrynoidalna. Skórka kapelusza zbudowana ze strzępek o szerokości 2,5–5,5 µm, mniej lub bardziej gęsto pokrytych prostymi lub rozgałęzionymi naroślami 2–20 × 2–2,5 µm. Strzępki warstwy korowej trzonu o szerokości 2–4 µm, nieco zżelowane, pokryte naroślami o długości 2–4 µm, komórki końcowe o szerokości do 4,5 µm, uchyłkowate. Sprzążek brak.
Gatunki podobne
Mycena silvae-nigrae została wydzielona z gatunku Mycena stipata, od którego różni się podstawkami 2-zarodnikowymi.

## Występowanie i siedlisko
Najwięcej stanowisk Mycena silvae-nigrae podano w Europie, ale znany jest także w Ameryce Północne i Azji. Brak go w opracowanym w 2003 r. przez Władysława Wojewodę zestawieniu wielkoowocnikowych grzybów podstawkowych Polski, ale jego stanowiska podano w latach późniejszych.
Grzyb saprotroficzny. Występuje na martwym drewnie iglastym, szczególnie na mocno zbutwiałych pniakach świerków, ale także wśród wysokich mchów lub torfowców na szczątkach drzewnych. Znaleziono go również na upadłych, zakopanych szyszkach świerka. Owocniki pojawiają się wiosną, od kwietnia do połowy czerwca; najczęściej w maju.